# Vojaška akademija Kopenske vojske Jugoslovanske ljudske armade
Vojaška akademija Kopenske vojske JLA (srbohrvaško: Vojna akademija KoV JLA) je bila vojaška akademija, ki je delovala v sestavi Jugoslovanske ljudske armade.

## Zgodovina
Šola je bila ustanovljena leta 1964 s preimenovanjem Vojaške akademije JLA. 
Leta 1966 so podaljšali dolžino šolanja iz 2 na 4 leta.
Leta 1974 je bila akademija priključena Centra visokih vojaških šol JLA.